# Liste der Bodendenkmäler in Sonderhofen
Auf dieser Seite sind die Bodendenkmäler in der unterfränkischen Gemeinde Sonderhofen zusammengestellt. Diese Tabelle ist eine Teilliste der Liste der Bodendenkmäler in Bayern. Grundlage ist die Bayerische Denkmalliste, die auf Basis des Bayerischen Denkmalschutzgesetzes vom 1. Oktober 1973 erstmals erstellt wurde und seither durch das Bayerische Landesamt für Denkmalpflege geführt wird. Die folgenden Angaben ersetzen nicht die rechtsverbindliche Auskunft der Denkmalschutzbehörde.

## Bodendenkmäler der Gemeinde Sonderhofen

### Bodendenkmäler in der Gemarkung Bolzhausen
| Lage                  | Objekt | Akten-Nr.     | Bild |
| --------------------- | --- | ------------- | ---- |
| Bolzhausen (Standort) | Körpergräber der späten Urnenfelderzeit.                                                                                                | D-6-6426-0058 |      |
| Bolzhausen (Standort) | Siedlung vorgeschichtlicher Zeitstellung.                                                                                               | D-6-6426-0071 |      |
| Bolzhausen (Standort) | Siedlung vorgeschichtlicher Zeitstellung.                                                                                               | D-6-6426-0072 |      |
| Bolzhausen (Standort) | Archäologische Befunde im Bereich der im Kern mittelalterlichen, frühneuzeitlichen Katholischen Pfarrkirche St. Andreas von Bolzhausen. | D-6-6426-0116 |      |

### Bodendenkmäler in der Gemarkung Riedenheim
| Lage                  | Objekt                                                  | Akten-Nr.     | Bild |
| --------------------- | ------------------------------------------------------- | ------------- | ---- |
| Riedenheim (Standort) | Körpergräber vor- und frühgeschichtlicher Zeitstellung. | D-6-6425-0014 |      |

### Bodendenkmäler in der Gemarkung Sonderhofen
| Lage                   | Objekt | Akten-Nr.     | Bild |
| ---------------------- | --- | ------------- | ---- |
| Sonderhofen (Standort) | Grabhügel vorgeschichtlicher Zeitstellung. | D-6-6425-0075 |      |
| Sonderhofen (Standort) | Mittelalterlicher Turmhügel. | D-6-6425-0076 |      |
| Sonderhofen (Standort) | Spätmittelalterliche Wüstung Erlach. | D-6-6425-0077 |      |
| Sonderhofen (Standort) | Verebnete vorgeschichtliche Grabhügel. | D-6-6425-0083 |      |
| Sonderhofen (Standort) | Siedlung vor- und frühgeschichtlicher Zeitstellung. | D-6-6426-0070 |      |
| Sonderhofen (Standort) | Archäologische Befunde im Bereich der frühneuzeitlichen Katholischen Pfarrkirche St. Johannes der Täufer von Sonderhofen mit mittelalterlichen Vorgängerbauten und Körperbestattungen im ummauerten Kirchhof. | D-6-6426-0113 |      |
| Sonderhofen (Standort) | Archäologische Befunde im Bereich der frühneuzeitlichen Wegkapelle St. Matthias bei Sonderhofen. | D-6-6426-0114 |      |

### Bodendenkmäler in der Gemarkung Stalldorf
| Lage                 | Objekt                                                                                   | Akten-Nr.     | Bild |
| -------------------- | ---------------------------------------------------------------------------------------- | ------------- | ---- |
| Stalldorf (Standort) | Siedlung der späten Urnenfelder- und frühen Hallstattzeit sowie der jüngeren Latènezeit. | D-6-6425-0023 |      |

### Bodendenkmäler in der Gemarkung Sächsenheim
| Lage                   | Objekt | Akten-Nr.     | Bild |
| ---------------------- | --- | ------------- | ---- |
| Sächsenheim (Standort) | Siedlung der Urnenfelderzeit. | D-6-6425-0078 |      |
| Sächsenheim (Standort) | Archäologische Befunde im Bereich der frühneuzeitlichen Katholischen Pfarrkirche St. Peter und Paul von Sächsenheim mit mittelalterlichen Vorgängerbauten. | D-6-6425-0121 |      |